# Maura (geslacht)
Maura is een geslacht van rechtvleugeligen uit de familie Pyrgomorphidae. De wetenschappelijke naam van dit geslacht is voor het eerst geldig gepubliceerd in 1873 door Stål.

## Soorten
Het geslacht Maura omvat de volgende soorten:
- Maura bolivari Kirby, 1902
- Maura lurida Fabricius, 1781
- Maura marshalli Bolívar, 1904
- Maura rubroornata Stål, 1855